# United States Census 1840
Der United States Census 1840 war die sechste Volkszählung in den USA seit 1790. Als Ergebnis der Auszählung wurde für die USA zum Stichtag 1. Juni 1840 eine Bevölkerungszahl von 17.069.453 Einwohnern ermittelt, wovon 2.487.355 Sklaven waren.
Die Daten enthalten Angaben zum Namen des Familienoberhaupts, Anzahl der freien weißen Personen (Männer und Frauen, nach 13 Altersgruppen differenziert), Anzahl der freien schwarzen Personen und Anzahl der Sklaven (nach sechs Altersgruppen differenziert), Anzahl der tauben, blinden und schwachsinnigen sowie sonst wegen geistiger Behinderung unter Betreuung stehender Personen, Berufstätigkeit (nach sieben Gruppen), Schulen und Schüler, Analphabeten, Veteranen, die staatliche Pension beziehen.
Die in den alle zehn Jahre stattfindenden Volkszählungen der Vereinigten Staaten ermittelten Einwohnerzahlen der Bundesstaaten sind der Schlüssel zur Festlegung der Anzahl der Abgeordneten aus diesen Bundesstaaten im Repräsentantenhaus der Vereinigten Staaten. Die Anpassung wird in der Regel im übernächsten Kongress nach einer Volkszählung vorgenommen.

## Bevölkerungsreichste Städte
Die 50 bevölkerungsreichsten Städte der USA nach Einwohnerzahl im Jahr 1840.
| Rang | Stadt              | Bundesstaat          | Bevölkerung |
| ---- | ------------------ | -------------------- | ----------- |
| 1    | New York City      | New York             | 312.710     |
| 2    | Baltimore          | Maryland             | 102.313     |
| 3    | New Orleans        | Louisiana            | 102.193     |
| 4    | Philadelphia       | Pennsylvania         | 93.665      |
| 5    | Boston             | Massachusetts        | 93.383      |
| 6    | Cincinnati         | Ohio                 | 46.338      |
| 7    | Brooklyn           | New York             | 36.233      |
| 8    | Northern Liberties | Pennsylvania         | 34.474      |
| 9    | Albany             | New York             | 33.721      |
| 10   | Charleston         | South Carolina       | 29.261      |
| 11   | Spring Garden      | Pennsylvania         | 27.849      |
| 12   | Southwark          | Pennsylvania         | 27.548      |
| 13   | Washington, D.C.   | District of Columbia | 23.364      |
| 14   | Providence         | Rhode Island         | 23.171      |
| 15   | Kensington         | Pennsylvania         | 22.314      |
| 16   | Louisville         | Kentucky             | 21.210      |
| 17   | Pittsburgh         | Pennsylvania         | 21.115      |
| 18   | Lowell             | Massachusetts        | 20.796      |
| 19   | Rochester          | New York             | 20.191      |
| 20   | Richmond           | Virginia             | 20.153      |
| 21   | Troy               | New York             | 19.334      |
| 22   | Buffalo            | New York             | 18.213      |
| 23   | Newark             | New Jersey           | 17.290      |
| 24   | St. Louis          | Missouri             | 16.469      |
| 25   | Portland           | Maine                | 15.218      |
| 26   | Salem              | Massachusetts        | 15.082      |
| 27   | Moyamensing        | Pennsylvania         | 14.573      |
| 28   | New Haven          | Connecticut          | 12.960      |
| 29   | Utica              | New York             | 12.782      |
| 30   | Mobile             | Alabama              | 12.672      |
| 31   | New Bedford        | Massachusetts        | 12.087      |
| 32   | Charlestown        | Massachusetts        | 11.484      |
| 33   | Savannah           | Georgia              | 11.214      |
| 34   | Petersburg         | Virginia             | 11.136      |
| 35   | Springfield        | Massachusetts        | 10.985      |
| 36   | Norfolk            | Virginia             | 10.920      |
| 37   | Allegheny          | Pennsylvania         | 10.089      |
| 38   | Hartford           | Connecticut          | 9.468       |
| 39   | Lynn               | Massachusetts        | 9.367       |
| 40   | Detroit            | Michigan             | 9.102       |
| 41   | Roxbury            | Massachusetts        | 9.089       |
| 42   | Nantucket          | Massachusetts        | 9.012       |
| 43   | Bangor             | Maine                | 8.627       |
| 44   | Alexandria         | District of Columbia | 8.459       |
| 45   | Lancaster          | Pennsylvania         | 8.417       |
| 46   | Reading            | Pennsylvania         | 8.410       |
| 47   | Cambridge          | Massachusetts        | 8.409       |
| 48   | Wilmington         | Delaware             | 8.367       |
| 49   | Newport            | Rhode Island         | 8.333       |
| 50   | Portsmouth         | New Hampshire        | 7.887       |